# Église Saint-Jean de Bourges
L'église Saint-Jean est un édifice catholique situé 23 rue Jean Moulin dans le quartier de la Chancellerie à Bourges (Cher). Depuis le 27 septembre 2016, l'édifice a reçu le Label « Patrimoine du XXe siècle ».

## Description
Cette église en béton ressemble à un temple avec un plan en sabliers, des murs composés de panneaux préfabriqués maintenus par une charpente métallique avec une façade qui ouvre sur une place par un narthex qui éclaire l'intérieur grâce à d'étroites ouvertures placées entre les clins alvéolés. Les vitraux, de part et d'autre de l'autel, ont été réalisés par le maître-verrier Gouffault, à Saint-Cyr-en-Val.

## Historique
L'église a été ouverte au culte en 1966, pendant l'épiscopat de monseigneur Joseph-Charles Lefèbvre.